# Bleach: Dark Souls
Bleach: Dark Souls, ou Bleach DS 2nd: Kokui Hirameku Requiem au Japon, est le deuxième jeu sur Nintendo DS tiré du manga Bleach. Il est sorti en 2007 au Japon. Tout comme son prédécesseur, il s'agit d'un jeu de combat permettant le contrôle un grand nombre de personnages du manga à travers plusieurs modes, dont un multijoueur via le Wi-Fi. L'accueil critique a été relativement bon à travers le monde.

## Système de jeu
Bleach: Dark Souls est un jeu de combat en 2D reposant sur un style de combat et des coups spéciaux inspirés du manga (bankai, zampakuto, kido...), tout comme le premier opus Bleach: The Blade of Fate. Deux systèmes de jeu sont possibles pour déclencher les attaques : soit des traditionnels combinaisons de touche, soit en pointant des icônes sur l'écran tactile de la Nintendo DS. Des jauges spéciales permettent de réaliser des esquives, des parades ou des coups spéciaux.
Trois modes de jeu ont été conçus pas les développeurs : arcade, entraînement, multijoueur (jusqu'à quatre) et histoire. Ce dernier se présente sous l'aspect d'une mini-carte à explorer en menant à bien différentes missions (combats, collectes d'objet, quêtes...). L'histoire est également très inspirée de l'univers du manga, bien que peu compliquée.

## Accueil

### Critiques
Le jeu, sorti le 15 février 2007 au Japon, a reçu de bonnes critiques. Jeuxvideo.com salue ainsi la jouabilité, l'équilibre et la multitude d'options du jeu, ne déplorant que la pauvreté des graphismes. Gamekult souligne également le gameplay et le contenu très important. Le jeu a de plus remporté le prix du meilleur jeu de combat 2008 décerné par IGN.

## Personnages jouables
Voir Liste des personnages de Bleach.
- Ichigo Kurosaki
- Rukia Kuchiki
- Orihime Inoue
- Uryû Ishida
- Yasutora "Chad" Sado
- Ganju Shiba
- Renji Abarai
- Byakuya Kuchiki
- Gin Ichimaru
- Kenpachi Zaraki
- Toshirô Hitsugaya
- Momo Hinamori
- Kaname Tôsen
- Sajin Komamura
- Mayuri Kurotsuchi
- Shunsui Kyôraku
- Jûshiro Ukitake
- Soi Fon
- S.G Yamamoto
- Yoruichi Shihoin
- Sôsuke Aizen
- Nemu Kurotsuchi
- Ichigo (Hollow)
- Yachiru Kusajishi
- Kon
- Bonnie
- Tatsuki Arisawa
- Kisuke Urahara
- Ikkaku Madarame
- Izuru Kira
- Hanatarô Yamada
- Rangiku Matsumoto
- Don Kan'onji
- Kûkaku Shiba
- Shûhei Hisagi
- Ururu Tsumugiya
- Ririn
- Tsukaima
- Shrieker
- Menos Grande
- Grand Fisher
- Infirmière
- Shinigami
- Yuichi Shibata